# Dentaliida
Dentaliida is een orde van de Scaphopoda (Stoottanden).

## Families
- Anulidentaliidae Chistikov, 1975
- Calliodentaliidae Chistikov, 1975
- Dentaliidae J.E. Gray, 1834
- Fustiariidae Steiner, 1991
- Gadilinidae Chistikov, 1975
- Laevidentaliidae Palmer, 1964
- Omniglyptidae Chistikov, 1975
- Rhabdidae Chistikov, 195